# Grêmio Barueri Futebol Ltda
Maillots
Le Grêmio Barueri Futebol Ltda est un club brésilien de football, basé à Barueri dans l'État de São Paulo.
En 2013, le club termine 19e du classement général de la Brasileiro Série C et est ainsi relégué en Brasileiro Série D pour la saison 2014.
De février 2010 à mai 2011, le club prend le nom de « Grêmio Prudente Futebol Ltda » et est basé à Presidente Prudente dans l'État de São Paulo.

## Palmarès
- Championnat de São Paulo do Interior :
  - Champion en 2008
  - Vice-champion en 2009
- Championnat de São Paulo Série A2 :
  - Champion en 2006
- Championnat de São Paulo Série A3 :
  - Champion en 2005

## Infrastructures
Le club évolue au sein de l'Arena Barueri, dans la ville de Barueri, de 2007 à fin 2009. Le record d'affluence est de 15 645 spectateurs lors du match Barueri-América FC le 22 novembre 2008 (3-0).
En 2010, le club est autorisé à jouer une dizaine de matchs du Championnat de São Paulo à l'Estádio Eduardo José Farah.